# Terneuzen
Terneuzen, ou Terneuse en français, est une commune et une ville portuaire des Pays-Bas, dans la province de Zélande (Flandre zélandaise). Elle est à l'embouchure du canal Gand-Terneuzen. La ville organise un festival de jazz annuel.
Le 1er novembre 2013, la commune de Terneuzen comptait 54 713 habitants.

## Toponymie
La ville se nommait à l'origine Neuzen « Nez ». En 1877, elle devient Ter Neuzen « Aux Nez », puis Terneuzen en 1940.
Le nom français de la ville est « Terneuse », une francisation de Ter-Neuzen et est encore utilisé aujourd'hui,,,.

## Géographie

### Localités
Outre la ville de Terneuzen, la commune comprend les villages et hameaux suivants :
| - Axel - Sas-de-Gand - Zaamslag - Hoek - Sluiskil - Westdorpe - Koewacht - Philippine | - Biervliet - Zuiddorpe - Spui - Zandstraat - Overslag - Reuzenhoek - Zaamslagveer - Driewegen |

### Communes limitrophes
| Flessingue | Borsele            |                  |
| L'Écluse   | Terneuzen          | Hulst            |
| Assenede   | Wachtebeke Zelzate | Stekene Moerbeke |

En italique, les communes belges.

### Pages connexes
- Canal Gand-Terneuzen
- Digue du Comte Jean
- North Sea Port
- Ligne 55 (Infrabel)